# Aleksander Wittelsbach (Pfalz-Zweibrücken)
Aleksander Wittelsbach zwany Kuśtykającym (ur. 26 listopada 1462, zm. 21 października 1514) – palatyn i książę Palatynatu–Zweibrücken.
Syn księcia Ludwika Wittelsbacha i Joanny Croy.
Zgodnie z wolą ojca miał rządzić wraz ze swoim starszym bratem Kacprem. Jednak rok po śmierci ojca, uwięził swojego brata na zamku w Nohfelden i uznał go za chorego psychicznie. Od tej chwili sam sprawował władzę w księstwie. Aleksander obiecał, że po udanym powrocie z krucjaty wybuduje kościół. Swoje przyrzeczenie wykonał w 1489 roku budując Alexanderskirche w Zweibrücken.
W 1499 roku ożenił się z Małgorzatą Hohenlohe-Waldenburg-Neuenstein. Ich dziećmi byli:
- Joanna (1499-1537)
- Ludwik (1502-1532) – hrabia palatyn i książę Palatynatu-Zweibrücken
- Jerzy (1503-1537) – kanonik w Trewirze
- Małgorzata (1509-1522) – zakonnica w klasztorze cystersów w Marienberg koło Boppard
- Ruprecht (1506-1544) – hrabia palatyn i książę Palatynatu-Veldenz
- Katarzyna (1510-1542) ∞ Otto IV Graf von Rietberg.